# Bricbarca

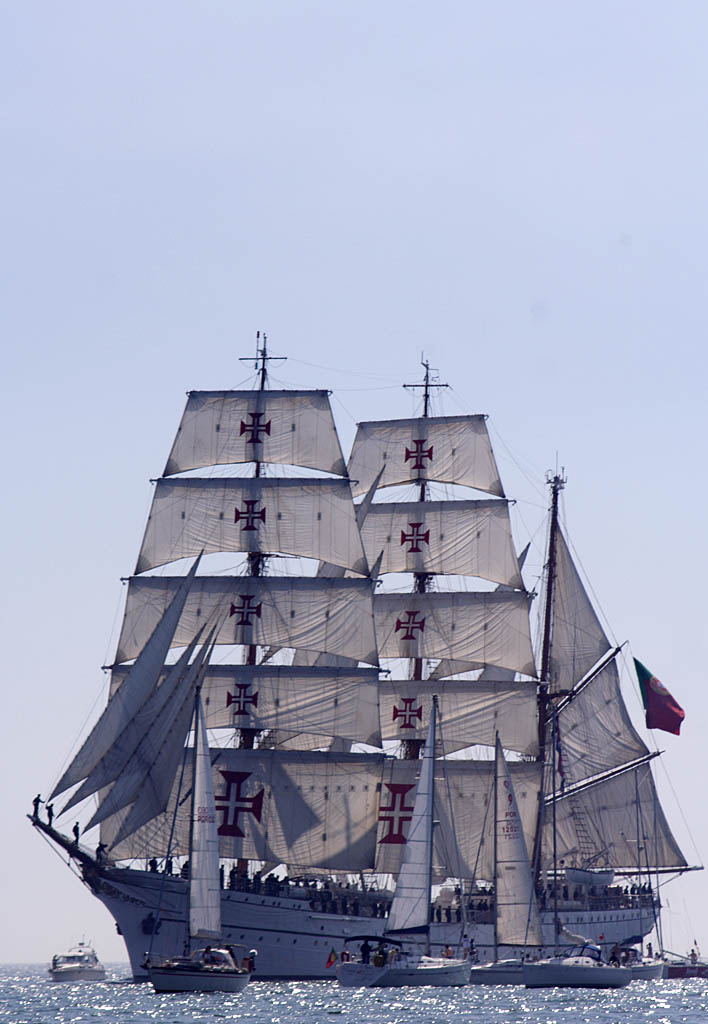
Bricbarca NRP Sagres

La bricbarca, también llamada brick-barca, bergantín-barca o simplemente barca (barque en inglés), es tradicionalmente un barco de tres palos. 
Su aparejo está formado por velas cuadras en los dos primeros palos, llamados trinquete y mayor, al estilo del bergantín o de la fragata; es decir, con velas dispuestas en los palos colgando de vergas transversales respecto al eje longitudinal de la nave (el que va desde la proa hasta la popa). Con su característica distintiva de tener un tercer mástil, el de mesana, con velas cangreja y escandalosa. Las bricbarcas podían tener cuatro o más palos; esto es, al centro se tenían dos o tres palos mayores, pero siempre solo el último (de mesana) era el de velas cangreja y escandalosa.
Se diferencia una bricbarca de las goletas y de los pailebotes en que estos tienen sólo un palo (el trinquete) a vela cuadra y los subsecuentes tienen velas cangrejas.

## Descripción
La bricbarca apareció en la segunda parte siglo XVII y se empleó de forma usual hasta el siglo XIX. Se caracterizaba por la gran superficie vélica que era capaz de desplegar para sus desplazamientos oceánicos. A las bricbarcas de las marinas de guerra artilladas con cañones se les denominaba corbetas.
Hoy en día en la armada moderna, como cualquier gran velero, se usa principalmente como barco escuela. A manera de ejemplo tenemos las cuatro bricbarcas hermanas construidas por los Astilleros Celaya S.A. (Bilbao, España) para las armadas hispanoamericanas:
- ARC Gloria de Colombia (Botado en 1967)
- BAE Guayas de Ecuador (Botado en 1976)
- ARBV Simón Bolívar de Venezuela (Botado en 1979)
- ARM Cuauhtémoc de México (Botado en 1982)

En el SIMA Perú se construyó 
- BAP Unión de Perú (Botado en 2014)